# Tyrrhena Dorsa

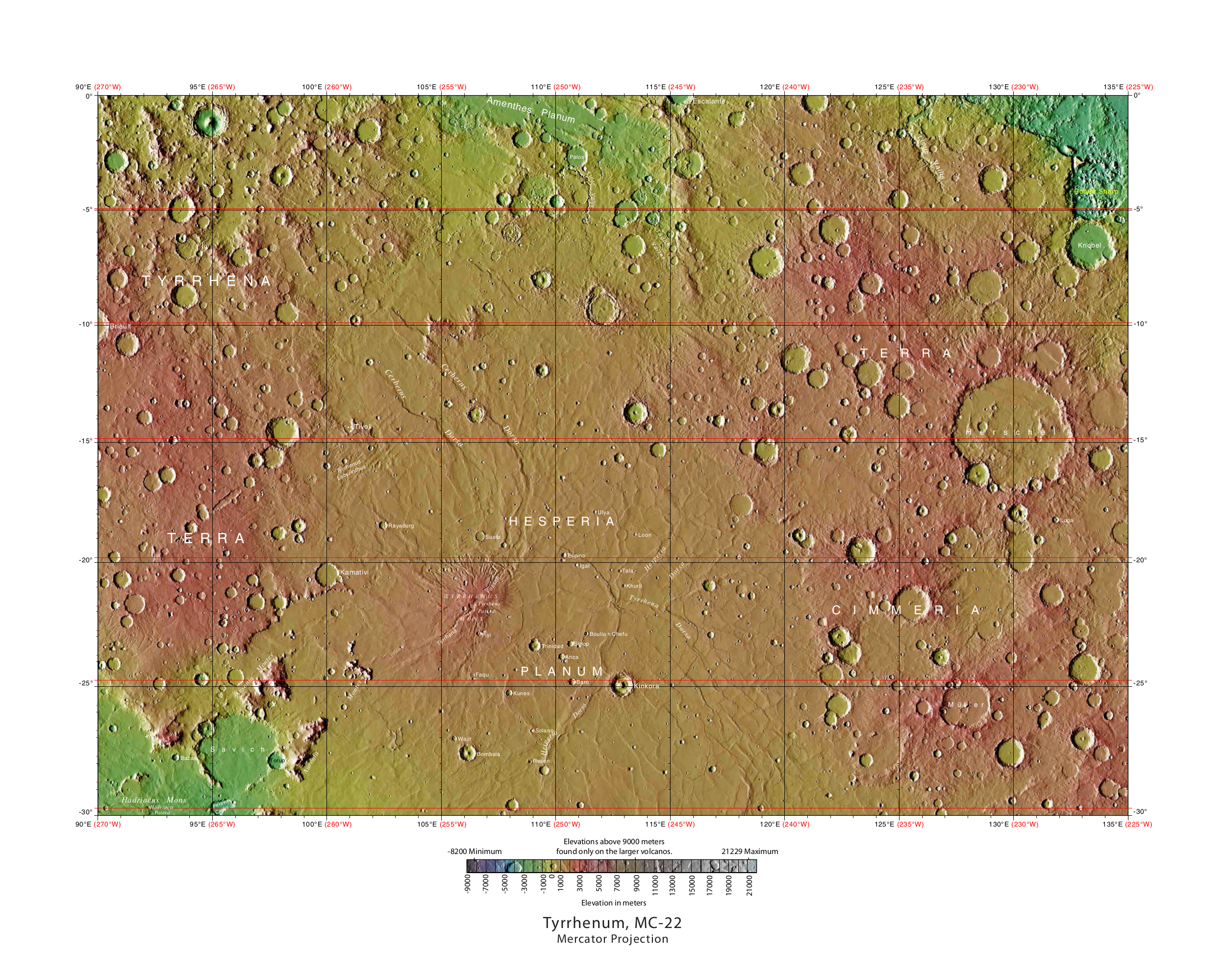
Mapa topogràfic de la regió.

Tyrrhena Dorsa és una formació geològica de tipus dorsum a la superfície de Mart, localitzada amb el sistema de coordenades planetocèntriques a -19.4 ° latitud N i 120.13 ° longitud E, que fa 779.4 km de diàmetre. El nom va ser aprovat per la UAI l'any 1991 i fa referència a una característica d'albedo.